# Phrynosoma ditmarsi
Espèce
Statut de conservation UICN

 DD  : Données insuffisantes
Phrynosoma ditmarsi est une espèce de sauriens de la famille des Phrynosomatidae.

## Répartition
Cette espèce est endémique de l’État de Sonora au Mexique.

## Description
C'est un lézard terrestre et vivipare vivant dans des zones montagneuses.

## Étymologie
Cette espèce est nommée en l'honneur de Raymond Lee Ditmars.

## Publication originale
- Stejneger, 1906 : A new lizard of the genus Phrynosoma, from Mexico. Proceedings of the United States National Museum, vol. 29, p. 565-567 (texte intégral).